# Talis
TALIS er en forkortelse for Teaching and Learning International Survey.
TALIS er en international OECD-undersøgelse, der gennemføres for første gang i 2008.
Undersøgelsen handler om kompetenceudvikling og læringsmiljø blandt skoleledere og lærere, der underviser i 7.-10. klasse.
De vigtigste temaer i undersøgelsen er:
- Lærernes behov for faglig kompetenceudvikling, f.eks. efteruddannelse
- Lærernes undervisningsmetoder og holdninger til undervisning
- Den pædagogiske ledelse på skolen
- Det faglige samarbejde på skolen
- Anerkendelse, evaluering og feedback til lærere – fra skolelederen og andre lærere

Undersøgelsen som helhed ledes af OECD. Undersøgelsen er udarbejdet af en international forskergruppe i samarbejde med repræsentanter for deltagerlandene og en række internationale lærerorganisationer. Den praktiske gennemførelse af undersøgelsen varetages internationalt af IEA i Holland.
I Danmark varetages undersøgelsen af Skolestyrelsen. Den danske del af undersøgelsen gennemføres i marts-april 2008 med deltagelse af lærere og skoleledere på 200 folkeskoler, efterskoler og frie grundskoler.

## Deltagerlande
Der deltager 24 lande i TALIS 2008:
Australien, Belgien, Brasilien, Bulgarien, Danmark, Estland, Holland, Irland, Island, Italien, Korea, Litauen, Malaysia, Malta, Norge, Polen, Portugal, Spanien, Slovakiet, Slovenien, Tjekkiet, Tyrkiet, Ungarn, Østrig